# Tipula (Yamatotipula) freyana abscondita
Tipula (Yamatotipula) freyana abscondita is een ondersoort van de tweevleugelige Tipula (Yamatotipula) freyana uit de familie langpootmuggen (Tipulidae). De ondersoort komt voor in het Palearctisch gebied.